# Prolonge d'artillerie

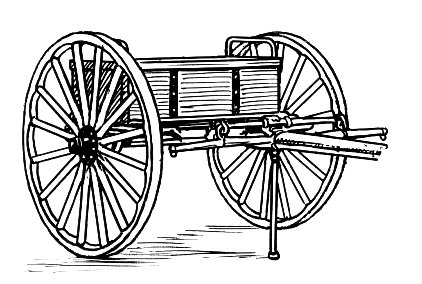
Caisson

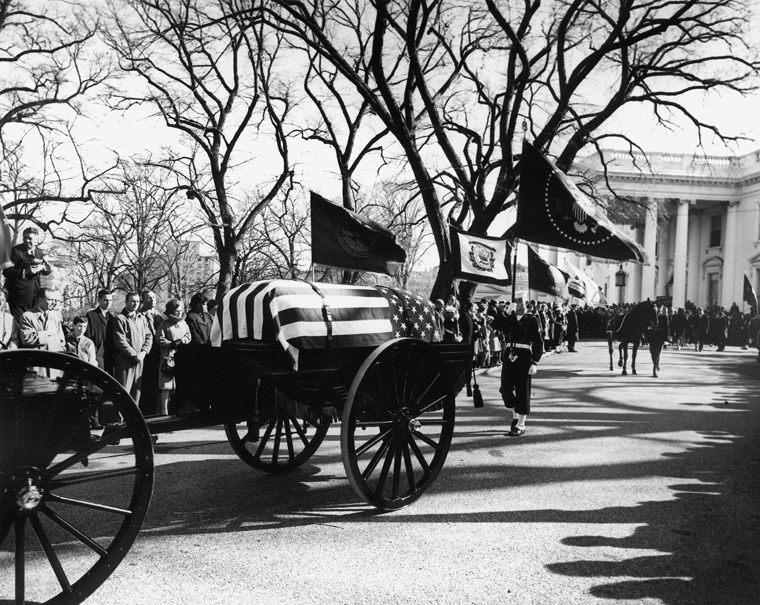
Funérailles de J. F. Kennedy, 1963

Une prolonge est un cordage épais fixé à une pièce d'artillerie sur les navires de guerre, qui permettait à ses servants de la déplacer d'une batterie à une autre, de l'orienter, etc. La prolonge, gros cordage de chanvre goudronné, peut aussi être un élément d'attelage pour des voitures hippomobiles lourdes, et enfin dans les chemins de fer en particulier, un cordage pour arrimer diverses charges, des bâches, etc.

## Histoire
La prolonge servait toujours à déplacer les canons, mortiers, obusiers et autres pièces, mais aussi à les attacher à un avant-train pour les déplacements à longue distance. L'avant-train est un véhicule attelé à des chevaux, constitué d'un essieu à deux roues sur lequel l'affut du canon, percé à sa crosse d'un trou appelé lunette, venait s'accrocher à une cheville ouvrière au milieu de l'essieu. Il fallait pour cela soulever l'affut, très lourd, et le système fut ensuite remplacé par un système en usage dans l'artillerie anglaise, où l'affut à flèche était terminé par un anneau en fer que l'on accrochait à un crochet sous l'avant-train. La prolonge, longue de sept à huit mètres, portant un anneau et un crochet aux extrémités, et parfois des anneaux au milieu, reliait toujours le canon à son avant-train : sa longueur permettait aux servants du canon de circuler autour sans être gênés, et au canon d'avoir son recul à chaque tir.
Gribeauval mit également au point le « tir à la prolonge », qui permettait d'utiliser l'artillerie en mouvement. Les canons, étant très lourds et peu maniables, devaient être mis en place dans des positions stratégiques, mais l'évolution de la bataille pouvait compromettre leur situation. Le tir à la prolonge consiste à effectuer les déplacements en gardant le canon attelé par la prolonge, quelques mètres en arrière, et non fixé directement sur l'avant-train, en laissant la crosse de l'affut, en forme de patin, traîner sur le sol. Le canon est prêt à être utilisé alors qu'il est en déplacement. Il est donc efficace pour couvrir une retraite réelle ou simulée, ou pour tirer de flanc. Le tir à la prolonge fut utilisé lors de la bataille de Gettysburg, lors de la guerre d'indépendance américaine.
Un des problèmes récurrents de l'artillerie était d'avoir à portée immédiate des canonniers les munitions, poudre, boulets ou obus. On fixa sur les avant-trains des caissons à munitions. Puis les voitures dédiées, sortes de charrettes à quatre roues, chargées de transporter les munitions, furent appelées caissons ou prolonges d'artillerie. Ces voitures furent en usage pendant tout le XIXe siècle pour l'artillerie et le génie. 
Avec le XXe siècle et la motorisation, les prolonges d'artillerie deviennent automobiles et leur rôle se diversifie. Le nom de « prolonge » disparaît au profit d'appellations spécifiques et de nos jours la prolonge d'artillerie, qu'elle soit hippomobile ou motorisée, n'est plus que le mode de transport funèbre des militaires ou des personnalités de haut rang, en France et dans de nombreux autres pays : lors d'obsèques officielles, le cercueil est porté par une prolonge d'artillerie, ou un caisson (limber, aux États-Unis), alors qu'en Grande-Bretagne le cercueil est placé sur une plateforme recouvrant un canon.